# 잭 콘웨이

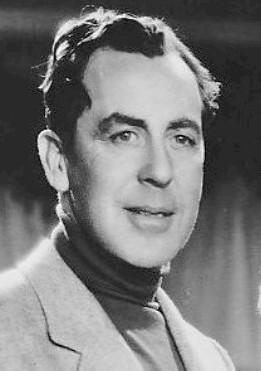

잭 콘웨이(Jack Conway, 1887년 7월 17일 ~ 1952년 10월 11일)는 미국의 배우, 영화 감독, 영화 프로듀서이다.
퍼시픽팰리세이즈에서 사망하였다.

## 영화
- 줄리아 미스비헤이브 (1948년)
- 헉스터 (1947년)
- 하이 바바리 (1947년)
- 디자이어 미 (1947년)
- 드래곤 씨드 (1944년)
- 어사인먼트 인 브리타니 (1943년)
- 크로스로드 (1942년)
- 홍키 통크 (1941년)
- 러브 크레이지 (1941년)
- 붐 타운 (1940년)
- 레이디 오브 더 트로픽스 (1939년)
- 렛 프리덤 링 (1939년)
- 투 핫 투 핸들 (1938년)
- 사라토가 (1937년)
- 라이벨리드 레이디 (1936년)
- 원 뉴욕 나이트 (1935년)
- 두 시민 이야기 (1935년)
- 더 게이 브라이드 (1934년)
- 걸 프롬 미주리 (1934년)
- 비바 빌라! (1934년)
- 타잔과 친구 (1934년)
- 더 솔리테르 맨 (1933년)
- 더 뉴슨스 (1933년)
- 헬 빌로우 (1933년)
- 빨간 머리 여자 (1932년)
- 저스트 어 지골로 (1931년)
- 이지스트 웨이 (1931년)
- 언홀리 쓰리 (1930년)
- 데이 러니드 어바웃 위민 (1930년)
- 뉴 문 (1930년)
- 언테임드 (1929년)